# Trận Poimanenon
Trận chiến Poimanenon hay còn gọi là Poemanenum diễn ra vào đầu năm 1224 (hoặc có thể là cuối năm 1223) giữa hai trong số các lãnh địa kế thừa của Đế quốc Đông La Mã, Đế quốc Latin và Đế quốc Nicaea của người Đông La Mã gốc Hy Lạp.
Kể từ sau hiệp ước Nymphaeum năm 1214, Đế quốc Latin kiểm soát các vùng tây bắc ven biển Tiểu Á, từ Nicomedia đến Adramyttium, cũng như đồng bằng Mysian. Năm 1222, người sáng lập ra Đế chế Nicaean, Theodore I Laskaris qua đời, và được kế vị bởi con trai ông, John III Doukas Vatatzes. Vấn đề kế vị trở thành cuộc tranh chấp với hai người em của Theodore, hoang thân Isaac và Alexios, những người đã giương cờ nổi dậy và yêu cầu sự trợ giúp từ hoàng đế Latin, Robert xứ Courtenay. Được sự trơ giúp của một đội quân Latin, họ dẫn quân đi chống lại Vatatzes. Quân đội hai bên đã gặp nhau tại Poimanenon, gần một nhà thờ dành riêng cho Michael Archangel. Trong trận chiến này, Vatatzes đã giành được một chiến thắng quyết định, trong khi đó hai hoàng thân bai trận đã bị bắt và bị chọc mù mắt vì tội phản loạn.
Chiến thắng này đã mở đường cho sự tái chinh phục hầu hết những tài sản của Nicaea ở châu Á. Bị đe dọa bởi cả Nicaea ở châu Á và Epirus ở châu Âu, hoàng đế Latin kêu gọi hòa bình, và một hiệp ước được ký kết vào năm 1225. Theo các điều khoản của nó, Đế quốc Latin từ bỏ tất cả các tài sản của họ ở châu Á, ngoại trừ bờ phía đông của eo biển Bosporus và thành phố Nicomedia với các khu vực xung quanh.